# Земля Хокона VII
Земля Хокона VII (норв. Haakon VII Land) — часть территории в западной части острова Западный Шпицберген (архипелаг Шпицберген, Норвегия).
Земля Хокона VII расположена между Вудфьордом и Конгсфьордом, к северу от ледника Конгсвеген.
Земля была названа в честь Хокона VII, короля Норвегии в 1905—1957 годах.